# Zsebes
Zsebes (szlovákul: Šebastovce, korábban Žebes) Kassa településrésze, egykor önálló község Szlovákiában, a Kassai kerületben, a Kassai IV. járásban.

## Fekvése
Kassa központjától 7 km-re, délre fekszik.

## Története
Területén már a 7. századtól avar település állt, melynek temetőjét az 1966 és 1977 közötti időszakban feltárták. Ez Szlovákia egyik legnagyobb avar temetője 370 sírral, melyek közül 46 lovas sír volt. Az itt megtalált cserépmaradványok és más sírmellékletek alapján a temető korát a 7. század második felétől a 9. század elejéig terjedő időszakra keltezik.
1248-ban IV. Béla oklevelében említik először, ebben a király Rayzlaus halála folytán a királyra szállt Abaúj vármegyei „Zebus” földjét Chamuk fia Lukulmnak adja. Zsebes faluként „Zebes” alakban 1303-ban szerepel először oklevélben, ekkor már állt temploma és említik Fülöp nevű papját is. „Sebus” falu és Mihály nevű papja szerepel az 1332 és 1337 között kelt pápai tizedjegyzékben. 1427-ben  39 portát számláltak „Zebes” faluban, 1553-ban 16 és fél portája volt. 1715-ben 5 gazdaház és egy zsellérház állt a településen. 1720-ban 10 jobbágy és egy zsellércsalád élt itt. 1746-ban vegyes szlovák-magyar falu 42 római katolikus, 5 görögkatolikus, 16 luteránus és 60 kálvinista lakossal, továbbá 33 gyermekkel.
A 18. század végén Vályi András így ír róla: „ZSEBES, vagy Zsebely. Magyar falu Abaúj Várm. földes Ura a’ Szepesi Káptalanbéli Uraság, lakosai több félék fekszik Bárczához közel, és annak filiája, Kassához sem meszsze; határja jó, piatza közel.”
Fényes Elek 1851-ben kiadott geográfiai szótárában így ír a faluról: „Zsebes, Abauj v. tót f. a pesti országutban ut. p. Kassához 1 1/2 órányira: 188 kath., 16 evang., 35 ref. lak. Vendégfogadó. – F. u. a szepesi káptalan.”
Borovszky Samu monográfiasorozatának Abaúj-Torna vármegyét tárgyaló része szerint: „Bárczától délre fekszik Zsebes község 39 házzal és 309 magyar és tót ajku lakossal.”
A trianoni diktátumig Abaúj-Torna vármegye Kassai járásához tartozott, majd az új Csehszlovák államhoz csatolták. 1938 és 1945 között ismét Magyarország része.
1976-óta Kassához tartozik.

## Népessége
1910-ben 354 fő lakta, ebből 222 volt magyar (63%), 129 szlovák (36%).
2011-ben 663 lakosából 631 szlovák.[forrás?]

## Lásd még
- Kassa
- Abaszéplak
- Bárca
- Hernádtihany
- Kassaújfalu
- Kavocsán
- Miszlóka
- Pólyi
- Saca
- Szentlőrincke
- Szilvásapáti